# ザール川
ザール川（ザールがわ、独：Saar、仏：Sarre）は、フランスとドイツを流れる河川である。ライン川水系モーゼル川の支流に属する。
水源はフランスのボージュ山脈で、山脈で一番高いドノン山の近くから赤ザールと白ザールの二つの源流が発している。フランスのロレーヌ地域圏とドイツのザールラント州を流れ、ラインラント＝プファルツ州のコンツでモーゼル川に合流する。全長246kmのうちフランス側が126km、ドイツ側が120kmである。
かつては、石炭、製鉄、鉄鋼といったザールラント州の産業にとって重要な役割を果たしていた。原材料や製品がモーゼル川やライン川を経由してルール地方やロッテルダム港に運ばれていた。
川沿いの重要な都市としては、フランスのサルグミーヌやドイツのザールブリュッケンがある。世界遺産に登録されたフェルクリンゲン製鉄所は、この川の岸に建っている。メトラッハには、有名な自然景勝地としてザール・ループ（de:Saarschleife）がある。